# Eurovision Song Contest 1969
Eurovision Song Contest 1969 là cuộc thi Ca khúc truyền hình châu Âu thứ 14. Cuộc thi diễn ra ở thành phố Madrid - thủ đô của Tây Ban Nha. 

### Chung kết
| STT | Quốc gia    | Ngôn ngữ          | Nghệ sĩ            | Bài hát                            | Vị trí | Điểm số |
| --- | ----------- | ----------------- | ------------------ | ---------------------------------- | ------ | ------- |
| 01  | Nam Tư      | Tiếng Croatia     | Kvartet 4M         | "Pozdrav svijetu"                  | 13     | 5       |
| 02  | Luxembourg  | Tiếng Pháp        | Romuald            | "Catherine"                        | 11     | 7       |
| 03  | Tây Ban Nha | Tiếng Tây Ban Nha | Salomé             | "Vivo cantando"                    | 1      | 18      |
| 04  | Monaco      | Tiếng Pháp        | Jean Jacques       | "Maman, Maman"                     | 6      | 11      |
| 05  | Ireland     | Tiếng Anh         | Muriel Day         | "The Wages of Love"                | 7      | 10      |
| 06  | Ý           | Tiếng Ý           | Iva Zanicchi       | "Due grosse lacrime bianche"       | 5      | 13      |
| 07  | Anh         | Tiếng Anh         | Lulu               | "Boom Bang-a-Bang"                 | 1      | 18      |
| 08  | Hà Lan      | Tiếng Hà Lan      | Lenny Kuhr         | "De troubadour"                    | 1      | 18      |
| 09  | Thụy Điển   | Tiếng Thụy Điển   | Tommy Körberg      | "Judy, min vän"                    | 9      | 8       |
| 10  | Bỉ          | Tiếng Hà Lan      | Louis Neefs        | "Jennifer Jennings"                | 7      | 10      |
| 11  | Thụy Sĩ     | Tiếng Đức         | Paola Del Medico   | "Bonjour, Bonjour"                 | 5      | 13      |
| 12  | Na Uy       | Tiếng Na Uy       | Kirsti Sparboe     | "Oj, oj, oj, så glad jeg skal bli" | 16     | 1       |
| 13  | Đức         | Tiếng Đức         | Siw Malmkvist      | "Primaballerina"                   | 9      | 8       |
| 14  | Pháp        | Tiếng Pháp        | Frida Boccara      | "Un jour, un enfant"               | 1      | 18      |
| 15  | Bồ Đào Nha  | Tiếng Bồ Đào Nha  | Simone de Oliveira | "Nekonečná pieseň"                 | 15     | 4       |
| 16  | Phần Lan    | Tiếng Phần Lan    | Jarkko ja Laura    | "Lopšinė mylimai"                  | 12     | 6       |